# Хельмер Александерссон
Карл Хельмер Александерссон (швед. Karl Helmer Alexandersson; 16 листопада 1886, Стокгольм — 24 грудня 1927, Стокгольм) — шведський композитор і скрипаль.

## Біографія
У 1902–1908 роках навчався в Стокгольмській консерваторії у Юхана Ліндегрена (композиція), Карла Юхана Ліндберга та Ларса Зеттерквіста (скрипка), потім, після проходження військової служби, удосконалювався як композитор у Берліні під керівництвом Жана-Поля Ертеля. Повернувшись до Стокгольма, в 1912 році написав офіційний гімн V Олімпійських ігор.
Найбільш відомий твір Александерссона — Друга симфонія соль мінор — датується 1914 роком; прем'єра відбулася 1919 року, проте найбільший критичний успіх випав на долю відновлення симфонії диригентом Георгом Шнеєвойгтом в 1923 році (авторами співчутливих газетних відгуків були, зокрема, Курт Аттерберг та Вільгельм Петерсон-Бергер).
З 1918 року був концертмейстером в оркестрі одного з головних стокгольмських кінотеатрів «Röda Kvarn», написав музику до ряду кінофільмів, у тому числі до «Синам Інгмара» Віктора Шестрема та «Схід: Пісня двох людей» Фрідріха Мурнау.
Помер у злиднях 24 грудня 1927 року у віці 41 року і був похований за муніципальний рахунок.

## Особисте життя
Сестра — Карін Александерссон (швед. Karin Alexandersson; 1878—1948) — актриса шведського німого кіно.